# Francis Macaulay

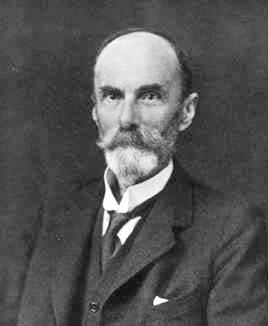
Der Mathematiker Macaulay

Francis Sowerby Macaulay (* 11. Februar 1862 in Witney; † 9. Februar 1937 in Cambridge) war ein englischer Mathematiker, der sich mit kommutativer Algebra beschäftigte.

## Leben
Macaulay war der Sohn eines Methodistenpfarrers, besuchte die Kingswood School in Bath und begann 1879, am St John’s College der Cambridge University zu studieren. Nach dem Abschluss wurde er Schullehrer, zuerst an seiner alten Schule in Bath, dann 1885 an der St Paul’s School in London. Zu seinen Schülern zählten unter anderem George Neville Watson und John Edensor Littlewood, der in seinen Mathematicians Miscellany über seinen Lehrer berichtet. So erwähnt Littlewood, dass 41 Stipendiaten aus seinem Unterricht hervorgingen, darunter 4 Senior Wranglers in Cambridge. 1911 ging er in den Ruhestand, den er später in Cambridge verbrachte.
Er war Mitherausgeber der Mathematical Gazette, in der er auch regelmäßig veröffentlichte.
Macaulay veröffentlichte 14 Arbeiten zur Algebra und algebraischen Geometrie. Unabhängig von Emanuel Lasker (1905) zeigte er 1915 die Primidealzerlegung eines Ideals in einem polynomialen Ring. 1916 erschien sein The Algebraic Theory of Modular Systems über die Idealtheorie von Polynomringen. In England war der Einfluss seiner Arbeiten zu seiner Zeit gering, sie wurden aber beispielsweise in Deutschland von Wolfgang Krull aufgegriffen und waren wichtig für die Entwicklung der kommutativen Algebra.
1928 wurde er Fellow der Royal Society. Cohen-Macaulay-Ringe wurden von Oscar Zariski und Pierre Samuel nach Macaulay und Irvin Cohen benannt. Das Computer-Algebrasystem Macaulay ist nach ihm benannt.
Auch sein Bruder studierte Mathematik in Cambridge und wurde Professor in Australien.